# Poul Larsen (digter)
 Der er for få eller ingen kildehenvisninger i denne artikel, hvilket er et problem. Du kan hjælpe ved at angive troværdige kilder til de påstande, som fremføres i artiklen.

 For alternative betydninger, se Poul Larsen. (Se også artikler, som begynder med Poul Larsen)
Poul Larsen (født 1940 i Svendborg) er en dansk digter og forfatter. Han var folkeskolelærer indtil 1995, fra 1985 forlægger med forlaget Følfod. Oprettede forlaget TimeOut 2005 til voksenbøger. Debut med Bare digte i 1972 på forlaget Attika.

## Opvækst og leg
Poul Larsen gik i skole i Svendbog og blev uddannet som kontorassistent og siden soldat. Han læste herefter til lærer, og var fem år på Læsø og siden 25 år i Hune ved Blokhus.
I sin egen biografi og som vej til sit forfatterskab understreger Poul Larsen værdien af at lege: 
| Citat | Som voksen begyndte jeg at lege igen. Dels legede jeg med mine egne børn, som min kone og jeg havde fået tre af, dels med min skoles børn, som jeg efterhånden har haft hundredvis af. Endelig begyndte jeg at lege med ordene og med de personer, som jeg opdigtede. Jeg begyndte kort sagt at skrive... verdens bedste og sjoveste job. | Citat |
|       | |       |

Poul Larsen skriver overvejende for børn og unge, men begyndte i 2005 at fokusere på bøger også til voksne. Har udgivet på både eget og større forlag og haft forfattergerningen som levevej siden 1995. 

### Digte til børn
- At være bange - digte til dig - 1993 - Følfod
- Glæde - digte til dig - 1993 - Følfod
- Mie, Mads og de andre - digte til dig - 1995 Følfod
- Det´mærk´li´- digte til dig - 1999 - Følfod
- Mig og min familie - digte til dig - 2002 - Følfod
- Lige nu - digte til dig - 2009 - Følfod
- Stjerneskud og slumpetræf - 2014 - Følfod
- Værsgo´- digte til dig - 2025 - Følfod

### Digte til unge
- Dittes digte - 1983 - Følfod
- Dittes digte 2.g - 1988 - Følfod
- Dittes drøm - 1990 - Følfod
- Dittes samlede digte - 2001 - Følfod
- Karusselkys - 2008 - Følfod

### Romaner til børn
- Cowboyen Jackie Gay - l973, Alle Børns Bogklub/Følfod
- Felix og Honisinoh - 1974, Drama
- Cykel-Stig & Knus og Kys - l980, Sesam
- Rikke fra Birkebæk - l982, Tellerup
- Tom og pigerne - l982, Sesam
- Tommy och flickorna - 1983 - Opal
- Du er tosset - l982, Aschehoug
- De fantastiske briller - l983, Sesam
- Hans og den kræsne prinsesse - l983, Tellerup
- Lene og Brian kommer i avisen - l982, Aschehoug
- Solen danser samba - l985, Sesam
- Solin og Lasse - l985, Følfod
- Krølle - l985, Følfod
- Morten hedder Peter - 1986, Følfod
- Lille Argus og Sigurd Sørøver - 1991, Følfod
- Røverne i Rom - Følfod - 1991
- Kattens også! - l992, Følfod
- Bomber om bord? - l992, Følfod
- Hjælp en falk - l993, Følfod
- Syvstjernen - 1995, Følfod
- Kys og Knus (billedbog) - 1996, Følfod
- Ud i det blå - 1997, Følfod
- Den tro tjener og Det er løgn i din hals! - 1997, Følfod
- Brilleaber - 2003, Følfod
- Grisen Madsine - 2004, Følfod
- Storebjørn - 2004, Følfod
- Ti små hviskehistorier - 2006, Følfod
- Jokum - en sær snegl 1 & 2 - 2008, Følfod

### Digte til voksne
- Bare digte - 1972- Attika
- Ørslevdigte - 2005 - TimeOut
- Klosterdigte - 2007 - TimeOut
- Hunedigte - 2007 - TimeOut
- Ørslev Kloster og andre digte - 2009 - TimeOut
- Bladene falder - 2023 - TimeOut

### Romaner og noveller til voksne
- Drama på isen - 1998,- Følfod
- En farlig slæderejse - 1998 - Følfod
- 48 døgn på isen - 2001 - Følfod
- Regndråberne kysser græsset - (55 korttekster) - 2011 - TimeOut
- Bedrag - 11 noveller - 2015 - TimOut
- Saltvand og syre (2021) - TimeOut
- Bladene falder (2023) - TimeOut

### Fagudgivelser

#### Til børn
- Lene har astma - 1983, Aschehoug/Følfod
- Bent og u-båden - l985, Aschehoug/Følfod
- Vi ved hvorfor fuglene synger - l987, Følfod
- Regn med vandet - 1993, Malling Beck

#### Undervisning
Engelsk:
- The Big Splash - 1999 - Følfod

Tysk:
- Hände Hoch - 1999 - Følfod

### Skuespil

#### Sketcher
- Sytten skøre sketch - 1989 - Følfod
- Blandede bolsjer
- Hva´sku´der være? - og 25 andre sketch
- Ballade i baren - og 25 andre sketch - 1999 - Følfod

#### Farcer
- Røg og sprut og gammelt krudt
- Gak i låget - Drama
- Krudt, kugler og kujoner - 1993 - Følfod
- Pas på baghold - 2000 - Følfod
- Spøgelseskroen - 2000 - Følfod
- Hjælp, hvor er min mor? - 1998 -
- Celle nr. 13 - Følfod - 1997
- Den kræsne prinsesse - Følfod - 1988
- Prinsessen der ville se video
- Smugkroen, Den røde Hane
- Mand da, det er fastelavn
- Computerprinsen
- Ikke et ord om mord  - 1992 -Følfod

#### Historiske stykker
- Knald eller fald i Valdhal - 1996 -Følfod
- Vikingerne fra Vildnæs - 1998 - Følfod

#### Julekomedier
- Du glade, er det allerede jul? 1991 - Følfod
- Det store julepostrøveri - 1994 - Følfod

#### Krimi
- Narkotikasmuglerne
- Stoffer i manegen

#### Musicals
- Jagten på skatten - 1995 - Følfod
- Knald eller fald i Valhal
- Eventyret om kongesønnen Bryde  - 1999 - Følfod

Forlaget Drama
Felix og Honisinoh - 1974                                                                                                                                                                                                     Gak i låget  - 1979                                                                                                                                                                                                    Revytekster - 1981                                                                                                                                                                                                               Stoffer i manegen - 1984                                                                                                                                                                                                            Vil du i Paradis? - 1988                                                                                                                                                                                                  Prinsesse der ville se video - 1989

## Priser og legater
- 1991  Pris  Kulturministeriets nordiske rejsestipendium: til Island
- 1995  Pris  Arbejdslegat fra Autorkontoen
- 1997  Pris  San Cataldo-legatet
- 1998  Pris  Litteraturrådet: Arbejdslegat